# اطلاعات انسانی

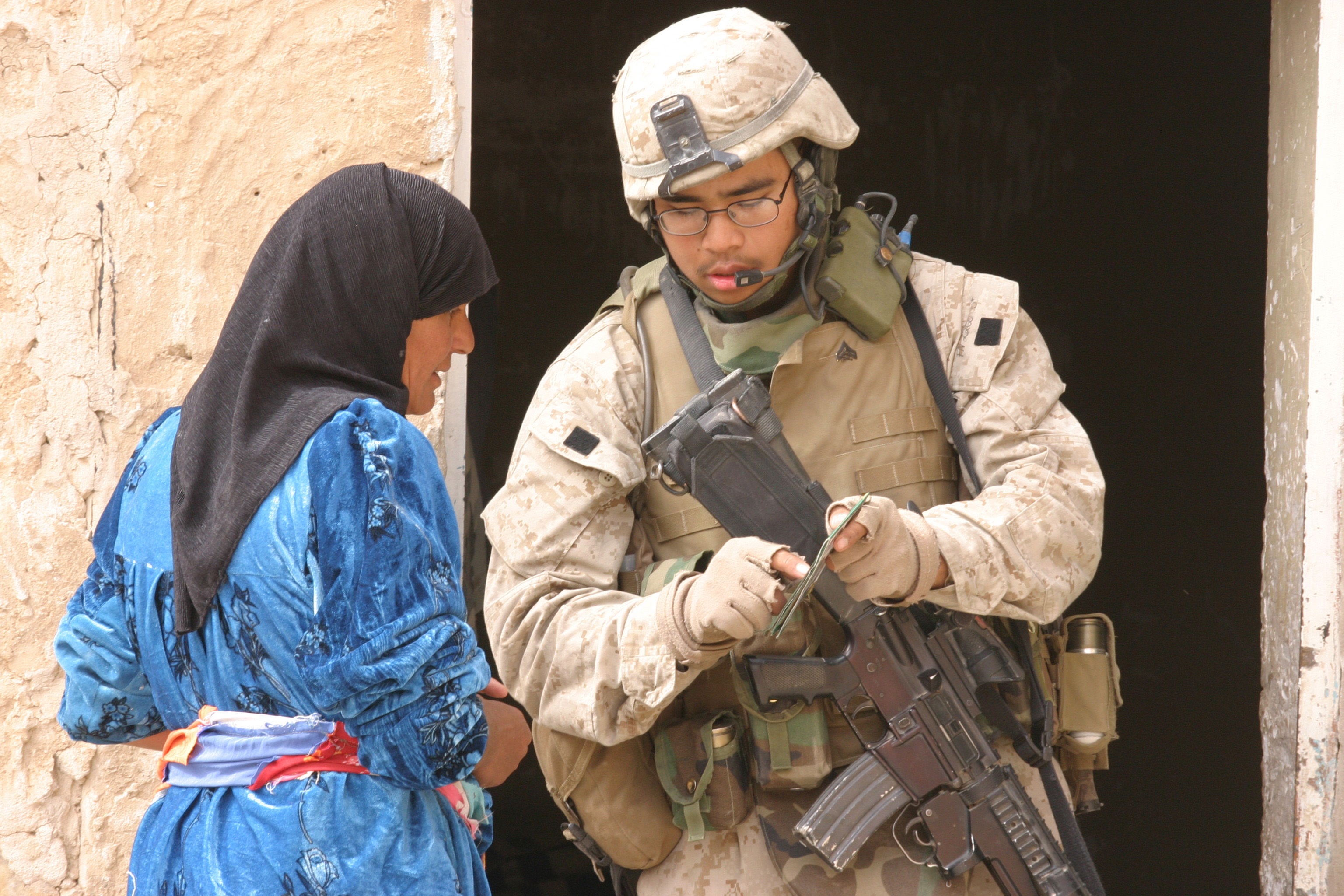
یک تفنگدار دریایی ایالات متحده در طول جنگ عراق از یک زن محلی در مورد سلاح‌های فلوجه سوال می‌کند.

اطلاعات انسانی (انگلیسی: Human intelligence) جمع‌آوری اطلاعات از طریق منابع انسانی و ارتباطات بین فردی است. این اطلاعات با رشته‌های فنی‌تر جمع‌آوری اطلاعات، مانند شنود الکترونیک، اطلاعات تصویری و اطلاعات اندازه‌گیری و امضا متمایز است. اطلاعات انسانی می‌تواند به روش‌های مختلفی از جمله جاسوسی، عملیات شناسایی، بازجویی، مصاحبه با شاهد یا شکنجه انجام شود. اگرچه اطلاعات انسانی با سازمان‌های نظامی و اطلاعاتی مرتبط است، اما می‌تواند در بخش‌های مختلف غیرنظامی مانند اجرای قانون نیز اعمال شود.
ناتو اطلاعات انسانی را به عنوان «دسته‌ای از اطلاعات مشتق شده از اطلاعات جمع‌آوری شده و ارائه شده توسط منابع انسانی» تعریف می‌کند. یک فعالیت معمول اطلاعات انسانی شامل بازجویی‌ها و گفتگو با افرادی است که به اطلاعات دسترسی دارند.
همان‌طور که از نامش پیداست، اطلاعات انسانی عمدتاً توسط افراد جمع‌آوری می‌شود و معمولاً از طریق جاسوسی یا نوع دیگری از نظارت پنهانی ارائه می‌شود. با این حال، روش‌های آشکاری برای جمع‌آوری اطلاعات نیز وجود دارد، مانند بازجویی از افراد یا صرفاً از طریق مصاحبه.
نحوه انجام عملیات اطلاعات انسانی توسط پروتکل رسمی و ماهیت منبع اطلاعات تعیین می‌شود. در چارچوب اطلاعات نظامی نیروهای مسلح ایالات متحده آمریکا، فعالیت اطلاعات انسانی ممکن است شامل فعالیت‌های مخفیانه باشد، اما این عملیات بیشتر با پروژه‌های سیا مرتبط هستند. هم ضداطلاعات و هم اطلاعات انسانی شامل اطلاعات انسانی مخفی و تکنیک‌های عملیاتی مرتبط با آن هستند.